# Liste der Monuments historiques in Ruffey-lès-Echirey
Die Liste der Monuments historiques in Ruffey-lès-Echirey führt die Monuments historiques in der französischen Gemeinde Ruffey-lès-Echirey auf.

## Liste der Objekte
| Bezeichnung                      | Beschreibung                                                                        | Standort                         | Kennzeichnung | Schutzstatus | Datum | Bild |
| -------------------------------- | ----------------------------------------------------------------------------------- | -------------------------------- | ------------- | ------------ | ----- | ---- |
| Zwei Kerzenständer               | Holz, vergoldet, 17. Jahrhundert                                                    | in der Kirche St-Grégoire (Lage) | PM21001934    | Classé       | 1891  |      |
| Gemälde König David              | Ölfarbe auf Leinwand, um 1700; nach Domenichino                                     | in der Kirche St-Grégoire (Lage) | PM21001938    | Classé       | 1974  |      |
| Glocke (1)                       | Bronze, 14. Jahrhundert, Neuguss 1973                                               | in der Kirche St-Grégoire (Lage) | PM21001935    | Classé       | 1913  |      |
| Glocke (2)                       | Bronze, Erstguss 1603, Neuguss 1973                                                 | in der Kirche St-Grégoire (Lage) | PM21001936    | Classé       | 1913  |      |
| Glocke (3)                       | Bronze, 1679 gegossen                                                               | in der Kirche St-Grégoire (Lage) | PM21001937    | Classé       | 1913  |      |
| Kreuzigungsgruppe                | Holz, 15. oder 16. Jahrhundert, im 19. Jahrhundert farbig gefasst                   | in der Kirche St-Grégoire (Lage) | PM21006683    | Inscrit      | 2022  |      |
| Skulptur Heiliger Benignus       | Stein, Ende des 15. Jahrhunderts                                                    | in der Kirche St-Grégoire (Lage) | PM21006684    | Inscrit      | 2022  |      |
| Skulptur Heiliger Gregor (1)     | Aufsatz eines Prozessionsstabs; Holz, farbig gefasst und vergoldet, bezeichnet 1737 | in der Kirche St-Grégoire (Lage) | PM21006685    | Inscrit      | 2022  |      |
| Skulptur Heiliger Dionysius (1)  | Aufsatz eines Prozessionsstabs; Holz, farbig gefasst und vergoldet, bezeichnet 1720 | in der Kirche St-Grégoire (Lage) | PM21006686    | Inscrit      | 2022  |      |
| Skulptur Monstranz               | Aufsatz eines Prozessionsstabs; Holz, farbig gefasst und vergoldet, bezeichnet 1738 | in der Kirche St-Grégoire (Lage) | PM21006687    | Inscrit      | 2022  |      |
| Gemälde Heiliger Franz von Sales | Ölfarbe auf Leinwand, 18. Jahrhundert                                               | in der Kirche St-Grégoire (Lage) | PM21006688    | Inscrit      | 2022  |      |
| Skulptur Heiliger Gregor (2)     | Holz, vergoldet, 18. Jahrhundert                                                    | in der Kirche St-Grégoire (Lage) | PM21006689    | Inscrit      | 2022  |      |
| Skulptur Heiliger Dionysius (2)  | Holz, vergoldet, 18. Jahrhundert                                                    | in der Kirche St-Grégoire (Lage) | PM21006690    | Inscrit      | 2022  |      |